# آلة شعبية
الآلة الشعبية هي آلة موسيقية تطورت وسط أناس شعبيين وليس لها مخترع معروف عادة. يمكن أن تكون مصنوعة من الخشب أو المعدن أو مواد أخرى. تعزف هذه مثل الآلات في أداءات الموسيقى الشعبية.

## نظرة عامة

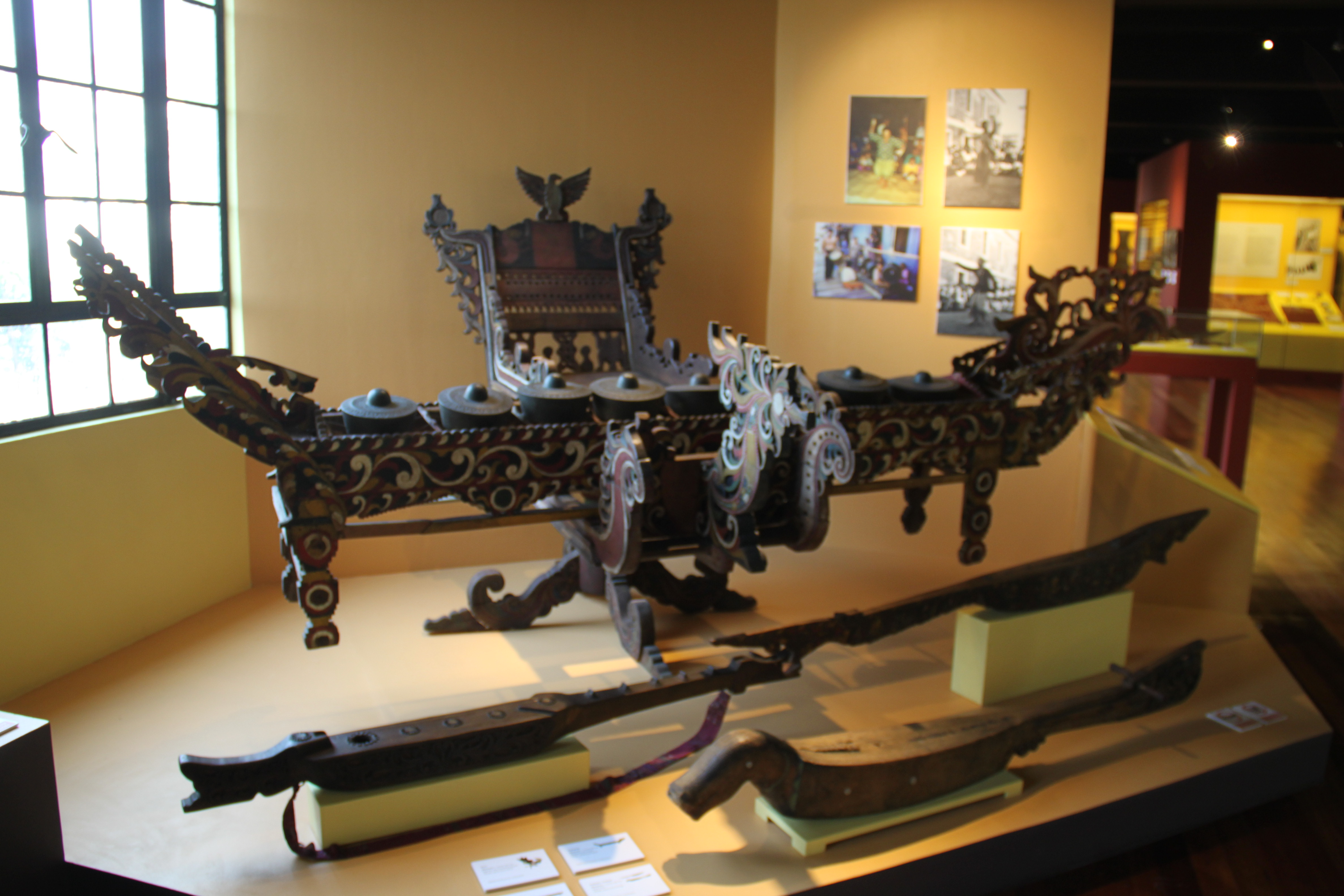
الkulintang آلة موسيقية شعبية ودينية في عدة مجتمعات إثنية في الجزر الشرقية بشرق آسيا.

يمكن أن تكون الآلة آلة إيقاعية أو نوعا من الفلوت أو البوق أو الآلات الوترية منقورة أو مضروبة أو معزوفة بواسطة قوس. تسمى بعض الآلات آلات شعبية لأنها تظهر عادة في الموسيقى الشعبية، بالرغم من أنها لا تحقق شروط تعريف الآلات الشعبية؛ الهرمونِكة مثال على هذا.